# ناحیه أولاد براهیم
ناحیه أولاد براهیم (به عربی: دائرة أولاد براهیم) یک ناحیه در الجزایر است که در استان سعیده واقع شده‌است.